# Hylopetes alboniger
Hylopetes alboniger is een zoogdier uit de familie van de eekhoorns (Sciuridae). De wetenschappelijke naam van de soort werd voor het eerst geldig gepubliceerd door Hodgson in 1836.